# Веє
Веє (нід. Wijhe, нід. вимова: [ˈʋɛiə]) — місто в нідерландській провінції Оверейсел. Входить до муніципалітету Олст-Веє.
Його площа становить 6,43 км², а населення станом на 2021 рік складало 6 210 осіб.
До початку 2001 року мало статус окремого муніципалітету.

## Галерея

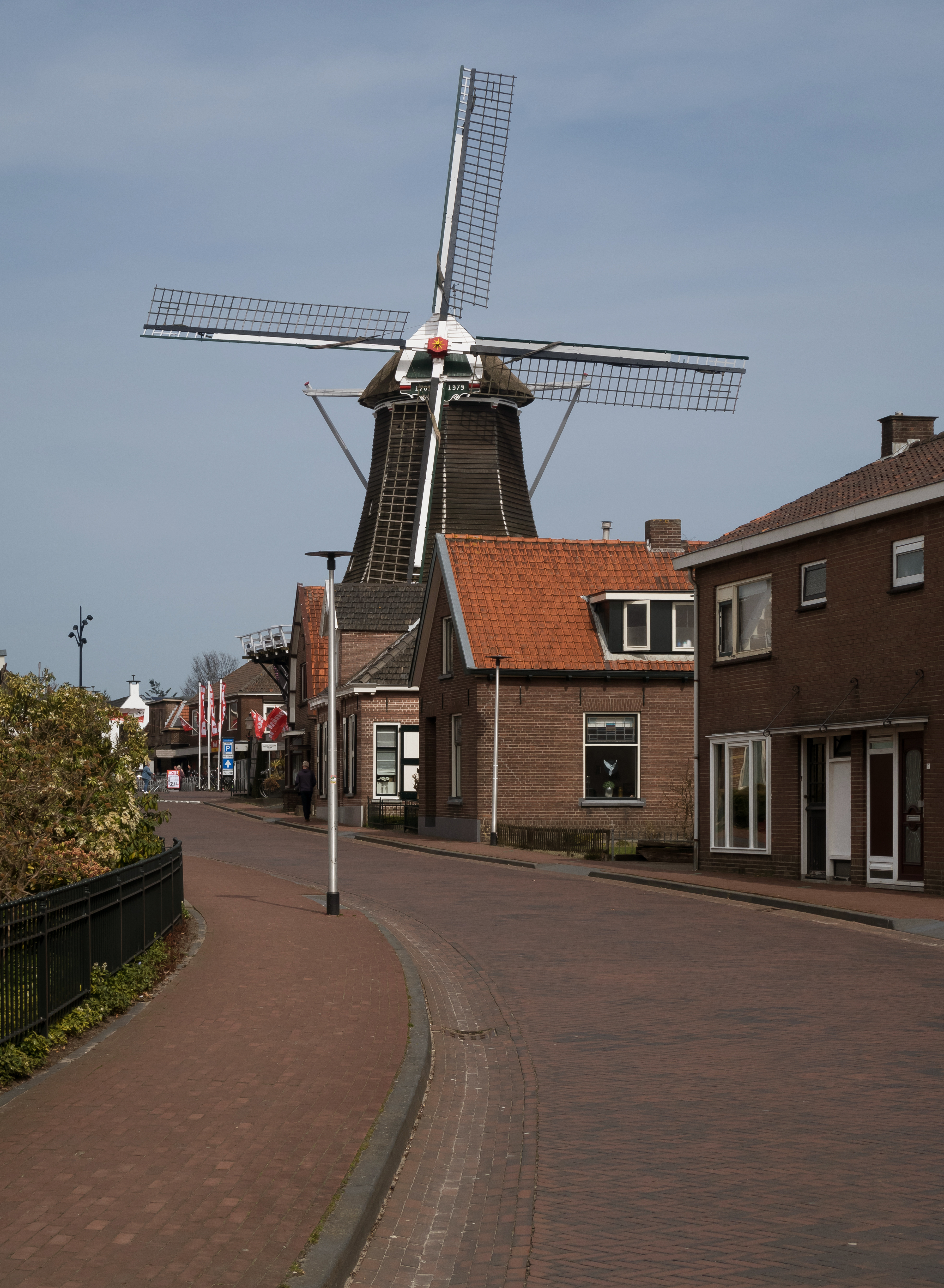
Вітряк Wijhese Molen
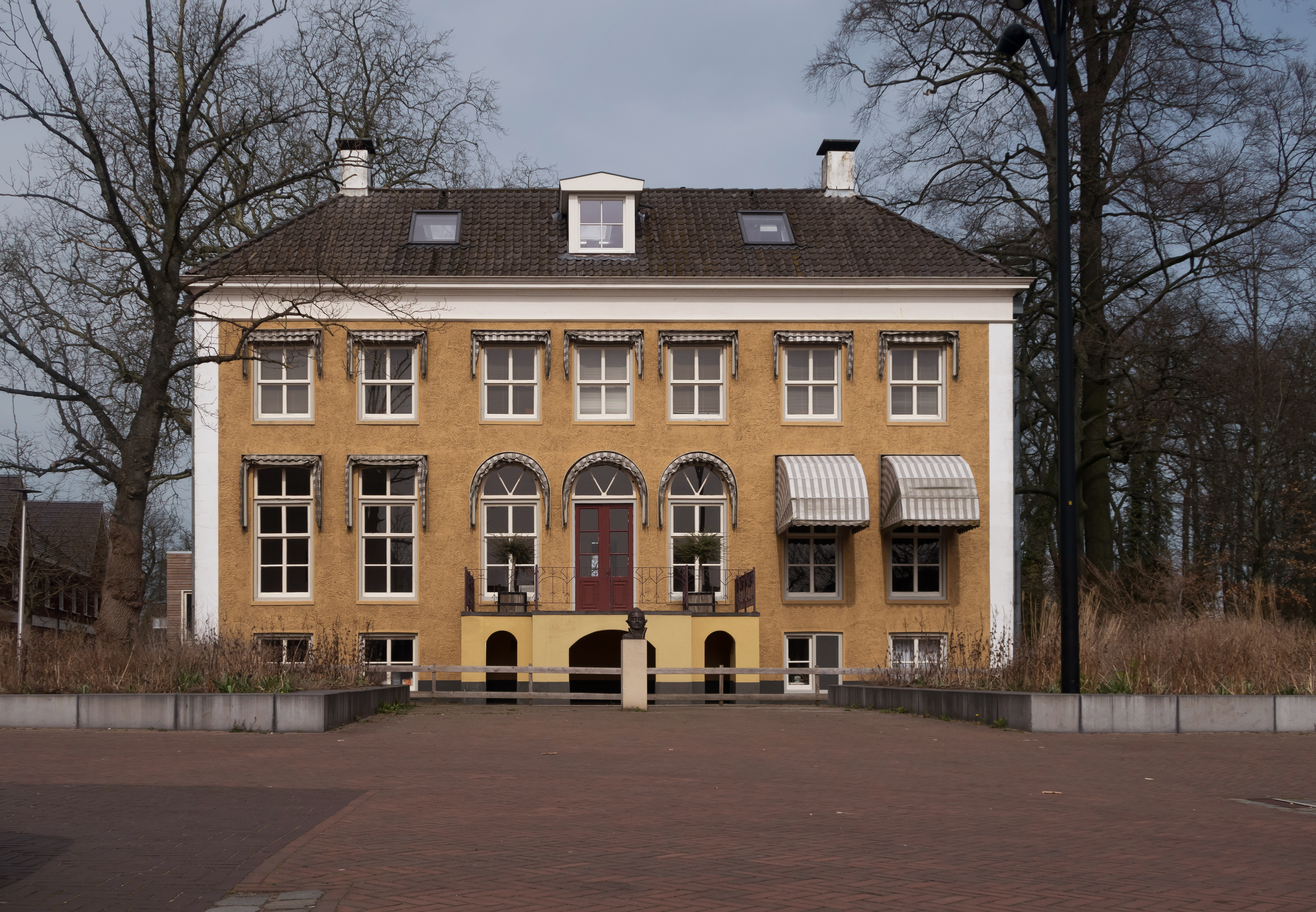
Вілла у селі